# Черв'яга таїтанська
Черв'яга таїтанська (Boulengerula taitana) — вид земноводних з роду Блакитна черв'яга родини Herpelidae. Отримала назву на честь гори Таїтана у Кенії.

## Опис
Загальна довжина досягає 33—34,8 см. Спостерігається статевий диморфізм: самець більший за самицю. Голова невелика. Тулуб стрункий, хробакоподібний. Його поділено на численні сегменти. Забарвлення однотонне — синювате або блакитне.

## Спосіб життя
Полюбляє гірські ліси, плантації. Практично усе життя проводить у землі, риючи у ґрунті ходи. Лише під час сильних дощів може виходити на поверхню. Особливо часто трапляється під опалим листям неподалік від дерев або під гнилими колодами. Зустрічається на висоті від 1430 до 1910 м над рівнем моря. Активна вночі. Живиться термітами, дощовими хробаками, мурашками.
Парування відбувається з жовтня по грудень під землею. Тут, у норі, самиця відкладає 5—9 яєць. У цієї тварини відбувається прямий розвиток в яйці, з якого виходять вже маленькі черв'яги. Молодь живиться шкірою самиці, яка час від часу стає м'якою й пухкою. В цей час в епітеліях збільшується кількість жиру. За тиждень самиця втрачає 14% своєї ваги.

## Розповсюдження
Мешкає лише на схилах гори Таїтана (Кенія).